# Somatochlora brevicincta
Somatochlora brevicincta е вид водно конче от семейство Corduliidae. Видът не е застрашен от изчезване.

## Разпространение
Разпространен е в Канада (Британска Колумбия, Квебек, Нова Скотия, Ню Брънзуик и Нюфаундленд) и САЩ (Мейн).